# Васильев, Валерий Афанасьевич
Валерий Афанасьевич Васильев (12 января 1946) — украинский военный. Военный летчик 1-го класса. Генерал-лейтенант. Командующий Военно-воздушных сил Вооруженных Сил Украины (1992-1993).

## Биография
Родился 12 января 1946 года в селе Шелуховцы Краснопольского района Могилевской области (Белорусская ССР). Окончил Качинское высшее военное авиационное училище летчиков, Военно-воздушную академию им. Ю. Гагарина и Военную академию Генерального штаба Вооруженных Сил СССР.
Бывший командующий 24-й Воздушной армии Верховного Главнокомандования вооруженных сил Советского Союза. 23 апреля 1992 года по рекомендации Министра обороны Украины назначен на должность командующего Военно-Воздушных Сил Украины. За это время проведено большое количество организационных мероприятий, обусловленных требованиями новой Военной доктрины Украины, заложен новый фундамент в развитие Военно-Воздушных Сил Украины. Руководство ВВС во главе с Валерием Васильевым планировало на первом этапе создать управление ВВС на базе штаба 24-й авиационной армии (Винница). Формировались четыре группы оперативного управления: на западе Украины (Львов), на юго-западе (Одесса), группа управления Военно-транспортной авиации, а также резерва и подготовки кадров. 17 марта 1992 года командующий ВВС Васильев доложил Министру обороны Украины о завершении создания на базе 24-й Воздушной армии Командования ВВС Вооруженных Сил Украины. Приказом Министра обороны от 17 февраля 1993 г. назначен командующим авиации - заместителем командующего ВВС Украины. Под руководством генерал-лейтенанта авиации Валерия Васильева в октябре 1993 года была подготовлена одна из первых украинских миротворческих миссий по оказанию авиацией ВВС Украины гуманитарной помощи Грузии.
21 июня 1994 г. уволен в запас из Вооруженных Сил Украины.

## Награды
- Орден Красного Знамени,
- Орден «За службу Родине в Вооруженных Силах СССР» III ст.,
- другие ордена и медали СССР и Украины.